# Carpathonesticus cibiniensis
Carpathonesticus cibiniensis är en spindelart som först beskrevs av Weiss 1981.  Carpathonesticus cibiniensis ingår i släktet Carpathonesticus och familjen grottspindlar.
Artens utbredningsområde är Rumänien. Inga underarter finns listade.